# Ротшильд, Луи Натаниэль фон
Луи Натаниэль фон Ротшильд (нем. Ludwig Nathaniel, Freiherr von Rothschild) — австрийский банкир, барон из рода Ротшильдов.

## Ранние годы
Ротшильд родился в Вене 5 марта 1882 года в семье барона Альберта Саломона Ансельма фон Ротшильда (1844—1911) и его супруги Беттины Каролины де Ротшильд (1858—1892). Его отец владел многочисленными дворцами в Вене, включая дворец Альберта Ротшильда, в котором хранились изысканные коллекции произведений искусства и антиквариата.

## Карьера
После смерти своего отца Альберта Ротшильда в 1911 году, Луи принял на себя управление банком «Creditanstalt» и различными промышленными компаниями, принадлежащими австрийской ветви династии Ротшильдов.

### Арест нацистами
После аннексии Австрии нацистской Германией в марте 1938 года, Ротшильд был задержан в аэропорту Асперна и удерживался нацистами. Он был освобождён лишь после окончания длительных переговоров между семьёй и нацистами и выплаты 21 000 000 долларов. По данным Еврейского телеграфного агентства, это считается крупнейшей суммой выкупа за похищенного человека в истории.
Во время заключения его с визитом посетил Генрих Гиммлер. Ротшильд, очевидно, произвёл впечатление на лидера СС, который впоследствии приказал улучшить условия содержания банкира в тюрьме, снабдив его лучшей мебелью и санитарными удобствами. Несмотря на призывы королевы Великобритании Марии и, возможно, герцога Виндзорского, Ротшильда удерживали в венском отеле «Метрополь». Он находился в заключении по меньшей мере до июля 1938 года, а всё его имущество было передано под контроль немецкого «комиссара».
Австрийский экономист и банкир Феликс Сомари в своих мемуарах вспоминал, что незадолго до аншлюса он неоднократно звонил барону в отчаянной попытке убедить его покинуть Австрию. За день до аншлюса брат Луи Альфонс с супругой навещали его в Швейцарии, желая вернуться в Австрию; он убедил их остаться там и увезти его детей Франческу де Ротшильд и Хайди де Ротшильд из Австрии в Нидерланды. Наконец Луи разрешили покинуть Австрию, и он пережил Холокост и Вторую мировую войну.

### Конфискация имущества
Всё имущество Ротшильдов было разграблено и впоследствии подвергнуто «ариизации». Барон так и не получил обратно большую часть своих вещей, поскольку большая часть картин была передана австрийскому государству, которое отклонило прошение о вывозе их из страны. В 1998 году австрийское правительство вернуло наследникам Ротшильдов более 200 произведений искусства, которые в 1999 году были выставлены на аукцион «Christie’s» в Лондоне.
В 2020 году наследники Ротшильдов подали в суд на власти Вены в связи с одним из крупнейших в истории исков о реституции из-за предметов искусства, захваченных нацистами.

## Личная жизнь
В 1946 году Ротшильд женился на графине Хильдегарде Каролине Йоханне Марии фон Ауэрсперг (1895—1981), единственной дочери графа Антона фон Ауэрсперга (1858—1924) и его жены Валери Шенк фон Ледеч (1875—1931).
Они жили в Ист-Барнарде (штат Вермонт, США), а также в Англии. Брак был бездетным. Ротшильд скончался от сердечной недостаточности во время купания в городе Монтего-Бей (Ямайка) 15 января 1955 года в возрасте 72 лет.